# Ljubuško polje
Ljubuško polje je krško polje u zapadnom dijelu Hercegovine. Zahvaća površinu od oko 25 km². Dugačko je 10 kilomera, a široko između 2,5 i 3 kilometra. Okruženo je vapnenačkim brdima Buturovica i Jurjevica. Dolinom rijeke Trebižat otvoreno je prema  Neretvi. Na zapadnom obodu polja protječe rijeka Mlade, a na istočnom potok Proboj, dok se sredinom polja pruža tok Vrioštice.
Zbog male nadmorske visine i blizine Jadrana, Ljubuško polje se odlikuje izmijenjeno sredozemnom klimom, ljeti su česte suše, a tijekom jeseni ima obilnih oborina. Aluvijalno tlo oko riječnih tokova pogodno je za uzgoj vinove loze, povrća, a u posljednje vrijeme i pamuka. Naselja su smještena na rubu, najznačajnija su Ljubuški, prema kojemu je polje i dobilo naziv, te Vitina.